# Lehn
Lehn (toponimo tedesco) è stato un comune svizzero del Canton Appenzello Interno. Già comune autonomo (rhode), nel 1872 è stato accorpato alle altre rhode soppresse di Appenzello e Rinkenbach (in parte) per formare il nuovo distretto di Appenzello.